# 坝河
39°57′37″N 116°32′20″E / 39.9603292°N 116.5390113°E
坝河是北京地区的一条河流，为温榆河的支流。

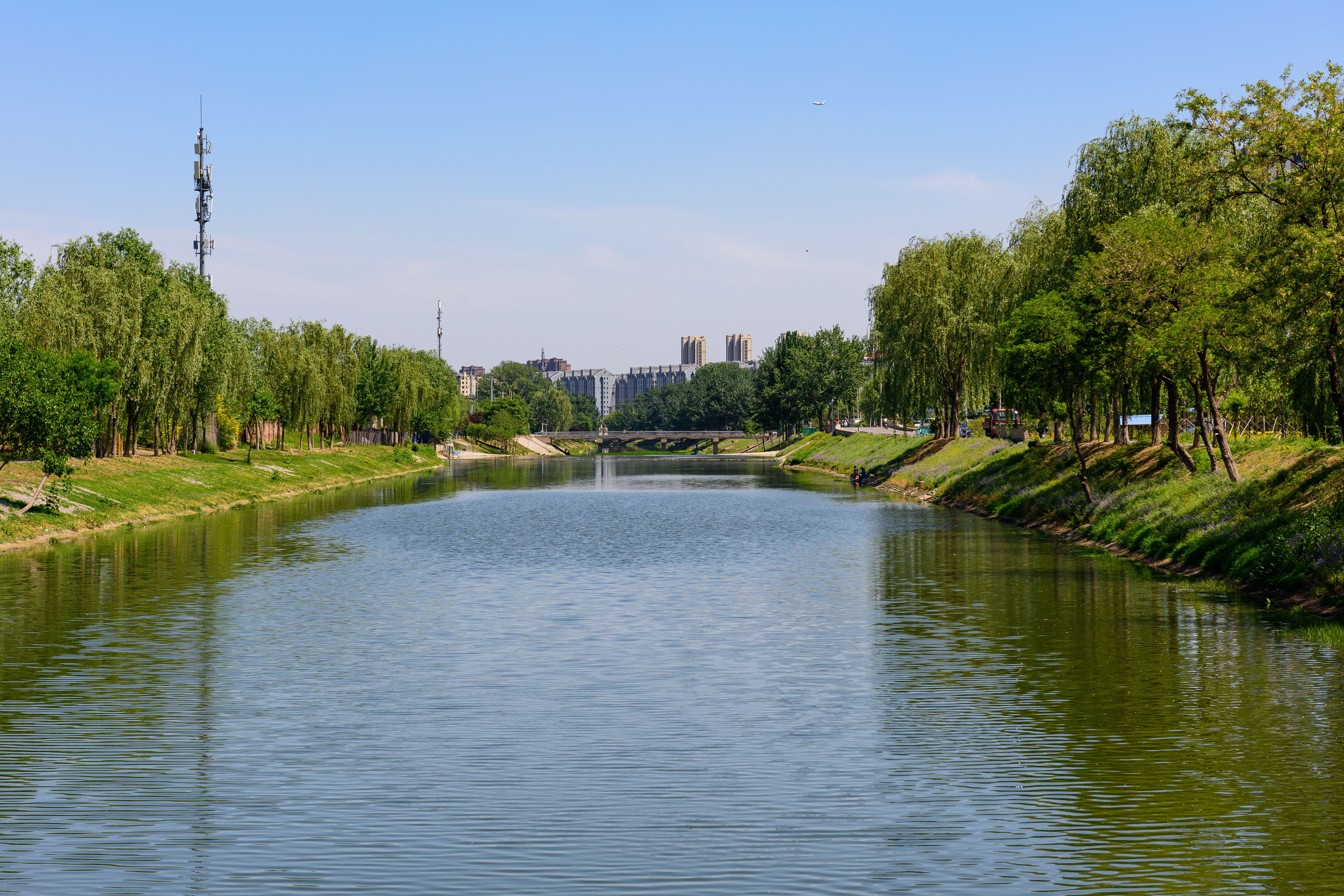
东坝西站东南侧的坝河（2024年5月）

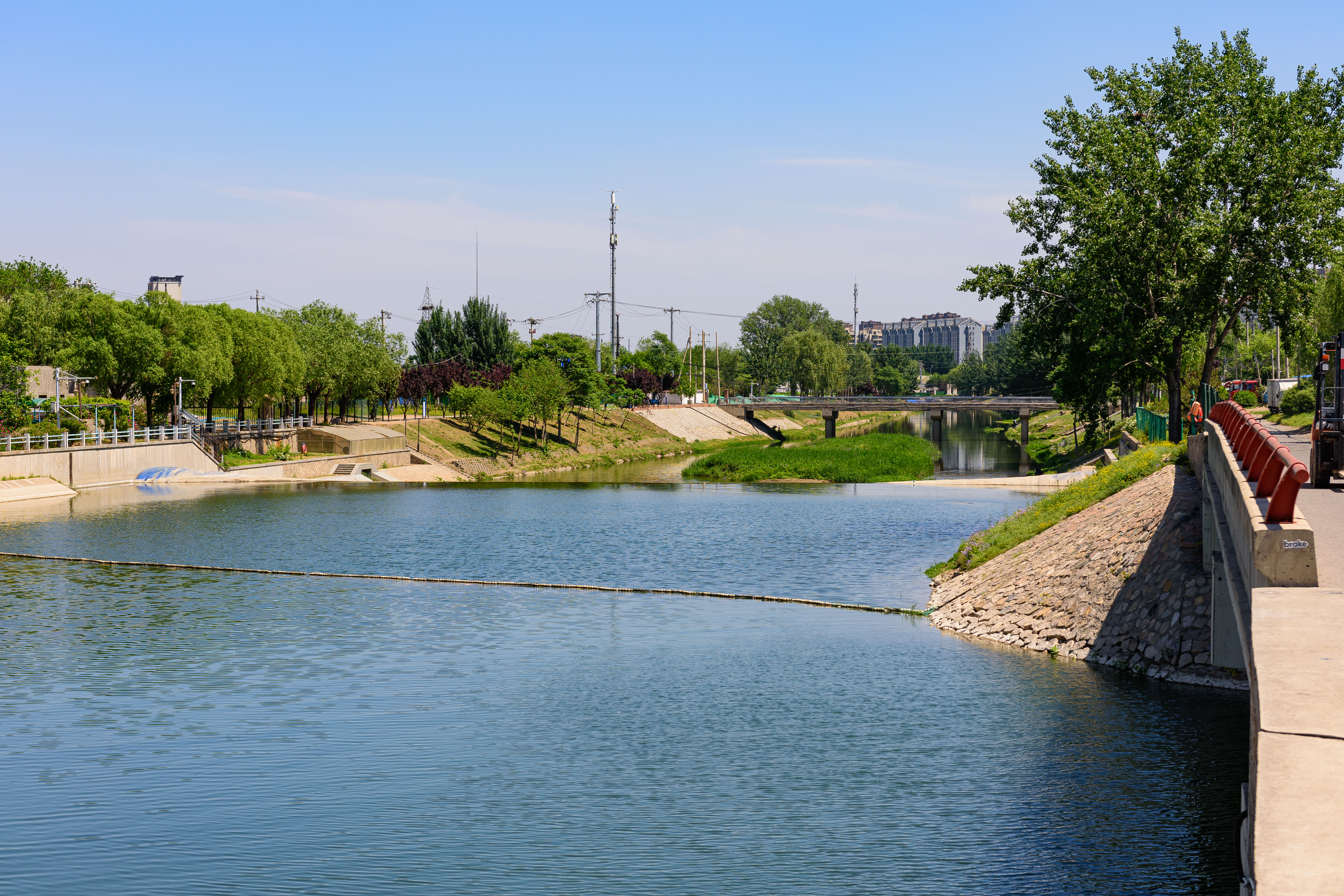
亮马河口

是元代开凿的运粮河，当时又称“阜通河”，后来运输改由通惠河，此河成为排水沟。源于朝阳区光熙门附近的土城沟，自西向东流入朝阳区，在沙窝村汇入温榆河。主河道长21.63公里，流域面积158.4平方公里。
主要支流有北小河、亮马河和北土城沟。直接排入坝河的有焦庄沟、驹子房沟、马各庄沟、金东楼沟、曹各庄沟、胡家沟、草场地沟、青年沟、辛庄沟及22条小支沟；汇入北小河再入坝河的有仰山南沟、大屯沟、北湖东沟、南次干沟、东湖沟、猪场沟、赵家坟沟、大望京沟、东营沟、三干沟、马神庙沟、跑马沟及17条小支沟，计长94公里。